# 橙色 (單曲)
《橙色》（日语：オレンジ）是GReeeeN的第16張單曲，於2012年4月25日由NAYUTAWAVE RECORDS發行。

## 概要
《橙色》距離前作《強忍淚水，總有一天》發行約兩個月，為GReeeeN於2012年發行的第2張單曲。單曲的「初回限定盤」附送收錄了《橙色》音樂影片的DVD。

## 歌曲
歌名「橙色」（オレンジ）是指夕陽的顏色，歌詞中多次出現「晚霞（夕焼け）」一詞，亦有「橙色的背影（オレンジの背中）」、「染成橙色（オレンジ色に染めて）」等短句。
音樂網站hotexpress指這首歌中可以感受到學生時代的心情，是一首青春歌曲，並就這首歌讚賞GReeeeN有關青春苦樂的歌曲。該評論又指這首歌可以讓人回想起學生時代心跳緊張的情景（指戀愛方面），搖滾的音樂亦表現出奔馳的感覺，從而描繪出對愛人的愛慕。評論特別提出4分20秒唱到的一句「我喜歡你 我喜歡你（君が好き 君が好き）」充滿力量。
《橙色》是資生堂「SEA BREEZE」的廣告歌曲，《我要興高采烈～你也是嗎？》（ワイはワイワイでいいワイ〜おまえワィ?〜）是花王「Clear Clean（クリアクリーン）」的廣告歌曲。

## 反應
單曲首周估計銷量約為1.4萬張，於Oricon公信榜單曲周榜取得第8位。
在RIAJ付費音樂下載榜上，《橙色》以第1位首次上榜。歌曲的排名在其後連續5周都位於20位內。

## 收錄歌曲
| CD   | CD                         | CD      | CD   | CD   |
| 曲序 | 曲目                       | 词曲    | 编曲 | 时长 |
| ---- | -------------------------- | ------- | ---- | ---- |
| 1.   | 橙色                       | GReeeeN | JIN  | 5:28 |
| 2.   | 我要興高采烈～你也是嗎？～ | GReeeeN | JIN  | 3:57 |

## 外部連結
- UNIVERSAL MUSIC JAPAN （页面存档备份，存于）（日語）
- YouTube（日語）（只限日本地區觀看）